# Успенка (Мошковський район)
Успенка (рос. Успенка) — село у Мошковському районі Новосибірської області Російської Федерації.
Входить до складу муніципального утворення Дубровінська сільрада. Населення становить 421 особа (2010).

## Історія
Згідно із законом від 2 червня 2004 року органом місцевого самоврядування є Дубровінська сільрада.

## Населення
| 2002 | 2007 | 2010 |
| ---- | ---- | ---- |
| 435  | ↗476 | ↘421 |